# Cry (bài hát của Michael Jackson)
"Cry" là một bản R&B ballad của ca sĩ người Mỹ Michael Jackson nằm trong album phòng thu thứ 10 và cũng là cuối cùng của ông, Invincible (2001). Nó được sáng tác bởi ca nhạc kiêm nhạc sĩ R. Kelly, người trước đó đã viết nên bài hát "You Are Not Alone" (1995) cho Michael Jackson. "Cry" được sản xuất bởi Jackson và Kelly, và phát hành vào ngày 3 tháng 12 năm 2001 bởi Epic Records như là đĩa đơn thứ hai trích từ album. Lời bài hát kêu gọi mọi người hãy đoàn kết để thế giới ngày một tốt đẹp hơn.
"Cry" nhận được những ý kiến trái chiều từ các nhà phê bình âm nhạc. Đĩa đơn chỉ đạt được những thành công ít ỏi trên các bảng xếp hạng.

## Xếp hạng
| Bảng xếp hạng (2001)                            | Vị trí cao nhất |
| ----------------------------------------------- | --------------- |
| Australian Singles Chart                        | 43              |
| Austrian Singles Chart                          | 65              |
| Belgium (Wallonia) Singles chart                | 31              |
| Danish Singles Chart                            | 16              |
| Dutch Singles Chart                             | 39              |
| Spanish Singles Chart                           | 6               |
| France Singles Chart                            | 30              |
| Swedish Singles Chart                           | 48              |
| Swiss Singles Chart                             | 42              |
| Polish Singles Chart                            | 9               |
| UK Singles Chart                                | 25              |
| US Billboard Bubbling Under R&B/Hip-Hop Singles | 1               |

## Danh sách bài hát
| Đĩa maxi tại Vương quốc Anh - 1 "Cry" - 5:01 - 2 "Shout" - 4:17 - 3 "Streetwalker" - 5:49 - 4 "Cry (phim ngắn)" (định dạng MPEG và QuickTime) - 5:00 Đĩa 12" tại Vương quốc Anh - A "Cry" - 5:01 - B1 "Shout" - 4:17 - B2 "Streetwalker" - 5:49 Đĩa đơn cassette tại Vương quốc Anh - A1 "Cry" - 5:01 - A2 "Shout" - 4:17 - A3 "Streetwalker" - 5:49 - B1 "Cry" - 5:01 - B2 "Shout" - 4:17 - B3 "Streetwalker" - 5:49 | Đĩa CD-maxi tăng cường - 1. "Cry" - 5:01 - 2. "Shout" - 4:17 - 3. "Streetwalker" - 5:49 - 4. "Cry" (Video) - 5:00 Đĩa CD - 1. "Cry" - 5:01 - 2. "Shout" - 4:17 Đĩa 7", 45 RPM tại Mỹ - A "Cry" - 5:01 - B "Cry" - 5:01 Đĩa CD quảng cáo tại châu Âu - 1 "Cry" - 5:01 |